# 瑞福利納 (澳大利亞國會選區)
瑞福利納選區（英語：Division of Riverina），是澳洲新南威爾士州的澳大利亚众议院選區，位於該州中南部，屬農業地區。面積61,435平方公里。
選區始於1901年，以地區為名。1984年被撤，1993年恢復。早期是澳洲工黨和保守政黨競爭的選區，近年來一直由國家黨佔上風。1998至2010年的當區議員是的凱·赫爾；之後則由麥克·麥科米克擔任，後者於2018年2月起成為副總理。